# Meganuculana
Meganuculana is een uitgestorven geslacht van tweekleppigen uit de  familie van de Nuculanidae.

## Soorten
De volgende soort is bij het geslacht ingedeeld:
- † Meganuculana alleni Amano & Jenkins, 2017